# パアオ
パアオ（ハワイ語: Pa'ao）は南ポリネシアから後にハワイの宗教となる信仰をもたらした伝説上のまたは実在した人である。

## ポリネシア人の渡来
火山でできてそれまで無人だったハワイへは、人類学上・言語学上の研究から、5世紀から12世紀にかけて、ハワイ先住民の祖先である南太平洋のポリネシア人が渡来したことが推測されている。初めにマルキーズ諸島、次にソシエテ諸島（タヒチ島など）から人々が移動したといわれる。

## パアオの来島
こうした人々はポリネシアの宗教をもたらし、その中に神官パアオがいたという話が伝わっている。    彼は兄との争いで故郷のサモアを船で出て、ハワイ島へ到着する。プナにワハウラ・ヘイアウ（Wahaula Heiau）を建てた後、ウル王朝のカパワが暴君だったので庶民と一緒に倒して、自分が王になるのは辞退して、代わりにサモアからピリ王（Pili）を連れてきて、ピリ王朝が始まる。

## ハワイの宗教
パアオはハワイ島の東北部にあり、480年にクアモオ・モオキニ（Kuamoo Mookini）により、ハワイで初めてのヘイアウ（聖所）として建てられたといわれるモオキニ・ヘイアウ  を再建して、ここをクーのヘイアウとし、ルアキニ（人身御供）を含むハワイの宗教を完成して、ハワイ全土に普及させる。
このハワイ宗教はハワイ人の生活を隅々まで支配し、さまざまなカプ（タブー）を規定しアリイ（貴族）、カフナ（神官）、マカアイナナ（平民）、カウア（敗戦者やタブー破りなどからなる奴隷）の4階級からなる厳格な身分制度を作り 、そうした状態が19世紀にキリスト教がもたらされるまで続く。
カメハメハ大王はピリ王朝の22代目に当たり、モオキニ・ヘイアウのそばで生まれて、クーの信奉者で、プウコホラ・ヘイアウでいとこを生贄にして、まずハワイ島統一を完成している。 

## 参照項目
- ハワイ神話
- モオキニ・ヘイアウ